# 흑룡회

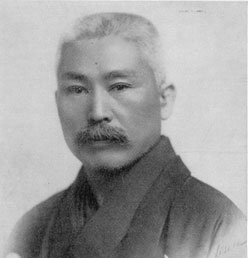
흑룡회의 설립자
우치다 료헤이

흑룡회(일본어: 黒龍会 고쿠류카이[*], 영어: Kokuryūkai, Black Dragon Society, Amur River Society)는 제국주의 일본의 국가주의 우익 조직으로 1901년에 결성되었다.
1901년 2월 23일 한반도를 주 무대로 하는 천우협의 일원인 우치다 료헤이 등이 한반도, 만주, 시베리아 일대의 낭인들을 모아 '흑룡회'라는 우익단체를 결성하였다. 이는 도야마 미쓰루의 겐요샤의 해외공작 담당그룹이었다고도 한다. '흑룡'이라는 명칭은, 그들이 일본 제국이 아무르강 일대의 주도권을 차지하도록 지원함을 목표로 하였기 때문이다. 우치다 료헤이는 그 주간(主幹)이 되었고, 도야마 미쓰루는 고문이 되었다.
초기에는 현양사의 폭력적인 요소에 거리를 두는 노력으로 낭인들 외에 내각의 장관과 군부 고위층 관리를 회원으로 끌어들이기도 하였으나, 점차 범죄적인 수단을 동원하게 되었다.
흑룡회는 《흑룡》이라는 기관지를 간행하였고, 정탐 요원을 양성하여 파견하기 위한 학교를 운영하여 만주, 한반도, 중국 등지에서 대(對)러시아 활동을 전개하였다. 또한, 일본의 정치가들에 강력한 외교 정책을 펴도록 압력을 가하였다.
흑룡회는 대아시아주의를 지원하여, 쑨원이나 에밀리오 아기날도와 같은 혁명론자에 자금을 빌려주기도 하였다.
러일 전쟁에서는 제국 육군이 흑룡회 조직을 첩보, 사보타주, 암살 등에 활용하였다. 흑룡회는 거짓 정보와 선전을 퍼뜨려 일본 군부와 관련된 심리전을 성공적으로 수행하였다. 또한 이들은 일본 군대의 통역 역할을 하기도 하였다. 첩자인 아카시 모토지로를 지원하기도 하였고, 아시아의 불교 세력과 동맹을 맺기도 하였다.
흑룡회는 한일 병합에 앞장섰고, 이를 위해 일진회를 배후에서 조종하였다. 병합 이후에는 만주와 일본 등지에서 조선인 학살 주도 및 대동아공영권을 주장하였다.
흑룡회의 영수 우치다 료헤이는 중국으로 세력을 확대하려는 의도에서 중국 혁명과 공화제를 지지했다. 그가 신해혁명 기간에 쓴 "중국개조론"에서 "일본은 열국(列國)을 지도하여 중국을 개조하는 주도권을 장악해야 하고, 공화 정치를 건설하는 일을 찬성하는 방법으로 중국이 과분되는 것을 막아야 한다"고 힘껏 고취했다. 그리고 1914년 10월에 기초한 "중국 문제 해결에 관한 의견서"에서 더욱 철저하에 그가 중국을 멸망시키려 하는 망령된 의도를 드러냈다. 그는 일본과 중국이 비밀군사동맹조약을 체결하되 조건을 걸어야 한다고 건의했다. 즉, 일본은 중국의 남만주·내몽골·산둥·푸젠 등에서 특수한 권리를 누리고, 중국의 군대· 군수공장· 해군· 재정· 교육 등은 모두 일본에게 위탁 처리하고, 중국이 타국에 차관 조차 할양을 할 경우 반드시 일본의 동의를 얻어야 한다는 것 등이었다. 사실상 이것은 중국을 일본의 식민지로 만드는 것이었다. 이 의견서는 뒤에 일본 정부가 위안스카이 정부에 제출하여 중국을 멸망시키려 했던 21개조 요구의 토대가 되었다.
1920년대 ~ 1930년대에는, 주류 정치단체로 성장하여, 공공연하게 자유주의와 좌익사상을 공격하였다. 이 시기의 회원 수는 수십 명 정도가 넘지 않았으나, 정부와 군부, 재계의 유력인사와의 밀접한 연계로 다른 초국가주의단체보다 훨씬 큰 힘과 영향력을 행사하였다.
1930년대에는, 초기의 목표였던 러시아에서 유럽과 미국은 물론, 에티오피아, 터키, 모로코, 동남아시아와 남아메리카에까지 활동영역을 넓혔다.
1946년 연합군 최고사령부의 명령으로 공식적으로 해산되었으나, 1961년, 우치다 료헤이 작고 25주년제를 계기로 하여 '도야마 미쓰루, 우치다 료헤이의 사상을 계승하고 보급한다'는 취지 하에 다이토주쿠 숙장 가게야마 마사하루 등을 제창자로 하여 흑룡 클럽이 재결성되어 흑룡회의 계보를 잇고 있다.

## 같이 보기
- 마쓰오 기노아키(松尾樹明, en:Kinoaki Matsuo) - 흑룡회 출신의 일본제국해군 장교이자 전략가로서 1940년 '삼국동맹과 일미전'(三國同盟と日米戰)이란 저술을 통해서 대중적으로 유명해졌고, 미국에서도 'How Japan Plans to Win: The Three-Power Alliance and a United States-Japanese War'이라는 제목으로 번역되어 알려지기도 했다
  - 삼국동맹과 일미전(미국판 제목: How Japan Plans to Win)
  - 일본내막기(Japan Inside Out: The Challenge of Today)
- 흑룡회 (2008년)
- 현양사
- 히라오카 고타로
- 우치다 료헤이
- 도야마 미쓰루
- 구즈 요시히사
- 다나카 다케유키
- 낭인회
- 백홍사건
- 고쿠시칸 대학